# Kristin Gierisch
Kristin Gierisch (née le 20 août 1990 à Zwickau) est une athlète allemande, spécialiste du triple saut.

## Biographie
Le 19 mars 2016, Gierisch devient vice-championne du monde en salle lors des championnats du monde en salle de Portland avec un saut à 14,30 m. Le 10 juillet, elle ne prend que la 8e place des Championnats d'Europe d'Amsterdam avec 14,03 m.
L'année suivante, elle décroche le titre européen en salle à Belgrade avec 14,37 m, son seul saut validé de la compétition.
Le 10 août 2018, dans le stade olympique de Berlin pour les championnats d'Europe de Berlin, Kristin Gierisch remporte la médaille d'argent avec un saut à 14,45 m, record personnel, derrière la Grecque Paraskeví Papahrístou (14,60 m).

## Vie privée
Elle a un frère, handicapé mental, qui avait disparu début février 2017. Il a été retrouvé dans une zone boisée quelque temps plus tard.

## Palmarès
| Date | Compétition                       | Lieu             | Résultat | Marque  |
| ---- | --------------------------------- | ---------------- | -------- | ------- |
| 2007 | Championnats du monde cadets      | Ostrava          | 6e       | 12,70 m |
| 2009 | Championnats d'Europe espoirs     | Novi Sad         | 5e       | 13,42 m |
| 2011 | Championnats d'Europe espoirs     | Ostrava          | 10e      | 13,23 m |
| 2012 | Championnats du monde en salle    | Istanbul         | 17e      | 13,67 m |
| 2014 | Championnats d'Europe             | Zurich           | 9e       | 13,76 m |
| 2015 | Championnats d'Europe en salle    | Prague           | 4e       | 14,46 m |
| 2015 | Championnats d'Europe par équipes | Tcheboksary      | 2e       | 14,46 m |
| 2015 | Championnats du monde             | Pékin            | 8e       | 14,25 m |
| 2016 | Championnats du monde en salle    | Portland         | 2e       | 14,30 m |
| 2016 | Championnats d'Europe             | Amsterdam        | 8e       | 14,03 m |
| 2016 | Jeux olympiques                   | Rio de Janeiro   | 11e      | 13,96 m |
| 2017 | Championnats d'Europe en salle    | Belgrade         | 1re      | 14,37 m |
| 2017 | Championnats d'Europe par équipes | Lille            | 2e       | 14,11 m |
| 2017 | Championnats du monde             | Londres          | 5e       | 14,33 m |
| 2018 | Championnats d'Europe             | Berlin           | 2e       | 14,45 m |
| 2018 | Ligue de diamant                  | Ligue de diamant | 6e       | 14,06 m |
| 2018 | Coupe continentale                | Ostrava          | 5e       | 13,96 m |
| 2019 | Championnats d'Europe par équipes | Bydgoszcz        | 6e       | 13,91 m |

## Records
| Épreuve     | Épreuve   | Marque       | Lieu     | Date            |
| ----------- | --------- | ------------ | -------- | --------------- |
| Triple saut | Plein air | 14,61 m (NR) | Garbsen  | 2 juin 2019     |
| Triple saut | En salle  | 14,59 m (NR) | Chemnitz | 10 février 2019 |